# Джордан Стін
Джордан Девід Стін (англ. Jordan David Steen; нар. 26 червня 1991, Оттава) — канадський борець вільного стилю, дворазовий бронзовий призер чемпіонатів Співдружності, дворазовий бронзовий призер Панамериканських чемпіонатів, бронзовий призер Ігор Співдружності, учасник Олімпійських ігор.

## Життєпис
Виступає за клуб Young Men's Hebrew Association (YMHA), Монреаль.

## Спортивні результати на міжнародних змаганнях

### Виступи на Олімпіадах
| Змагання                    | Збірна | Вагова категорія          | Місце |
| --------------------------- | ------ | ------------------------- | ----- |
| Літні Олімпійські ігри 2020 | Канада | вільна боротьба, до 97 кг | 10    |

### Виступи на Чемпіонатах світу
| Змагання                        | Збірна | Вагова категорія          | Місце |
| ------------------------------- | ------ | ------------------------- | ----- |
| Чемпіонат світу з боротьби 2017 | Канада | вільна боротьба, до 86 кг | 29    |
| Чемпіонат світу з боротьби 2018 | Канада | вільна боротьба, до 97 кг | 12    |
| Чемпіонат світу з боротьби 2019 | Канада | вільна боротьба, до 97 кг | 23    |

### Виступи на Панамериканських чемпіонатах
| Змагання                                   | Збірна | Вагова категорія          | Місце  |
| ------------------------------------------ | ------ | ------------------------- | ------ |
| Панамериканський чемпіонат з боротьби 2017 | Канада | вільна боротьба, до 86 кг | Бронза |
| Панамериканський чемпіонат з боротьби 2018 | Канада | вільна боротьба, до 97 кг | Бронза |
| Панамериканський чемпіонат з боротьби 2019 | Канада | вільна боротьба, до 97 кг | 5      |

### Виступи на Панамериканських іграх
| Змагання                  | Збірна | Вагова категорія          | Місце |
| ------------------------- | ------ | ------------------------- | ----- |
| Панамериканські ігри 2019 | Канада | вільна боротьба, до 97 кг | 5     |

### Виступи на Чемпіонатах Співдружності
| Змагання                                | Збірна | Вагова категорія          | Місце  |
| --------------------------------------- | ------ | ------------------------- | ------ |
| Чемпіонат Співдружності з боротьби 2011 | Канада | вільна боротьба, до 84 кг | 6      |
| Чемпіонат Співдружності з боротьби 2013 | Канада | вільна боротьба, до 84 кг | Бронза |
| Чемпіонат Співдружності з боротьби 2016 | Канада | вільна боротьба, до 86 кг | Бронза |

### Виступи на Іграх Співдружності
| Змагання                | Збірна | Вагова категорія          | Місце  |
| ----------------------- | ------ | ------------------------- | ------ |
| Ігри Співдружності 2018 | Канада | вільна боротьба, до 97 кг | Бронза |

### Виступи на інших змаганнях
| Змагання                                                     | Збірна | Вагова категорія          | Місце  |
| ------------------------------------------------------------ | ------ | ------------------------- | ------ |
| Турнір міста Сассарі з боротьби 2012                         | Канада | вільна боротьба, до 84 кг | 11     |
| Золотий Гран-прі з боротьби 2013 (Сассарі)                   | Канада | вільна боротьба, до 84 кг | 5      |
| Літня Універсіада 2013                                       | Канада | вільна боротьба, до 84 кг | 21     |
| Франкомовні ігри 2013                                        | Канада | вільна боротьба, до 84 кг | Срібло |
| Турнір міста Сассарі з боротьби 2014                         | Канада | вільна боротьба, до 86 кг | Бронза |
| Кубок Канади з боротьби 2014                                 | Канада | вільна боротьба, до 86 кг | Золото |
| Кубок Бразилії з боротьби 2014                               | Канада | вільна боротьба, до 86 кг | Срібло |
| Турнір міста Сассарі з боротьби 2015                         | Канада | вільна боротьба, до 86 кг | Бронза |
| Кубок Канади з боротьби 2015                                 | Канада | вільна боротьба, до 86 кг | 4      |
| Чемпіонат світу з боротьби серед студентів 2016              | Канада | вільна боротьба, до 86 кг | 8      |
| Турнір міста Сассарі з боротьби 2017                         | Канада | вільна боротьба, до 86 кг | Золото |
| Франкомовні ігри 2017                                        | Канада | вільна боротьба, до 86 кг | Золото |
| Клубний чемпіонат світу з боротьби 2017                      | Канада | команда                   | 10     |
| Кубок Канади з боротьби 2018                                 | Канада | вільна боротьба, до 92 кг | Золото |
| Олімпійський кваліфікаційний турнір з боротьби 2020 (Оттава) | Канада | вільна боротьба, до 97 кг | Срібло |